# Karl Weierstrass
Karl Theodor Wilhelm Weierstrass, scritto anche Weierstraß (AFI: [kaɐ̯l ˈteːodoːɐ̯ ˈvɪlˌhɛlm ˈvaɪ̯ɐʃtʁaːs]; Ostenfelde, 31 ottobre 1815 – Berlino, 19 febbraio 1897), è stato un matematico tedesco, spesso chiamato il "padre dell'analisi moderna".

## Biografia
Karl Weierstrass era il primo dei quattro figli di Wilhem Weierstrass, un ufficiale governativo, e di Theodora Vonderforst, morta quando lui aveva 12 anni. Il suo interesse per la matematica iniziò quando era ancora uno studente di gymnasium a Paderborn. Convertitosi il padre al cattolicesimo, Weierstrass crebbe nei circoli cattolici, insegnando anche in varie scuole medie cattoliche. Si iscrisse all'Università di Bonn dove, secondo i desideri del padre, doveva essere preparato a ricoprire un incarico governativo. Dato che i suoi studi dovevano riguardare i campi della legge, dell'economia e della finanza, egli si trovò immediatamente in conflitto con la propria aspirazione allo studio della matematica, attirato dai Fundamenta Nova di Karl Gustav Jacob Jacobi.
Risolse questo conflitto prestando poca attenzione al corso di studi pianificati e continuando a studiare da autodidatta matematica e leggendo il Crelle's Journal. Il risultato fu quello di lasciare l'università di Bonn senza un titolo. Dopo aver studiato matematica all'Università di Münster, luogo già molto famoso a quel tempo per la matematica, ottenne la cattedra di insegnante a Münster. Durante questo periodo di studi, Weierstrass seguì le lezioni di Christoph Gudermann e sviluppò un vivo interesse per le funzioni ellittiche e per le funzioni abeliane.
Il conflitto con il padre lo portò a bere e ad avere problemi psichici; successivamente al 1850 Weierstrass soffrì per un lungo periodo di infermità, ma fu in grado di pubblicare articoli che gli procurarono fama e distinzione, tanto che nel 1854 veniva nominato dottore honoris causa all'Università di Königsberg. Nel 1857 ottenne la cattedra di matematica all'Università di Berlino. Benché universalmente onorato, si sviluppò in lui una vera fobia della pubblicazione, per cui esigeva che le sue lezioni circolassero tra i discepoli solo in copie trascritte a mano. Ebbe come studenti Georg Cantor, Felix Klein, Sophus Lie, Hermann Minkowski. Diede anche lezioni private a Sofia Kovalevskaya, dal momento che le donne non potevano iscriversi all'università.
Si occupò di definire rigorosamente i fondamenti dell'analisi, dando per primo l'esempio di una funzione continua ovunque ma non derivabile. Il suo nome è legato al teorema di Weierstrass, al teorema di Bolzano-Weierstrass e al criterio di Weierstrass per la convergenza uniforme delle serie.
Continuò a tenere lezioni all'università anche dopo che la sua malattia lo aveva ridotto su una sedia a rotelle. Morì di polmonite nel 1897.
Dopo la sua morte tutti i suoi scritti e le sue opere furono raccolti in sette volumi a Berlino nel 1903.

## Articoli più rilevanti
- Zur Theorie der Abelschen Funktionen (1854)
- Theorie der Abelschen Funktionen (1856)